# Chula Vista
Chula Vista je město v okresu San Diego County ve státě Kalifornie ve Spojených státech amerických. K roku 2010 zde žilo 243 916 obyvatel. S celkovou rozlohou 134,925 km² byla hustota zalidnění 1 800 obyvatel na km². Je druhým nejlidnatějším městem v San Diego County, sedmým nejlidnatějším městem v Jižní Kalifornii, patnáctým nejlidnatějším městem v celé Kalifornii a 82. nejlidnatějším městem v USA. Město leží nedaleko americko-mexické státní hranice mezi městy San Diego a Tijuana.